# Michelstadt

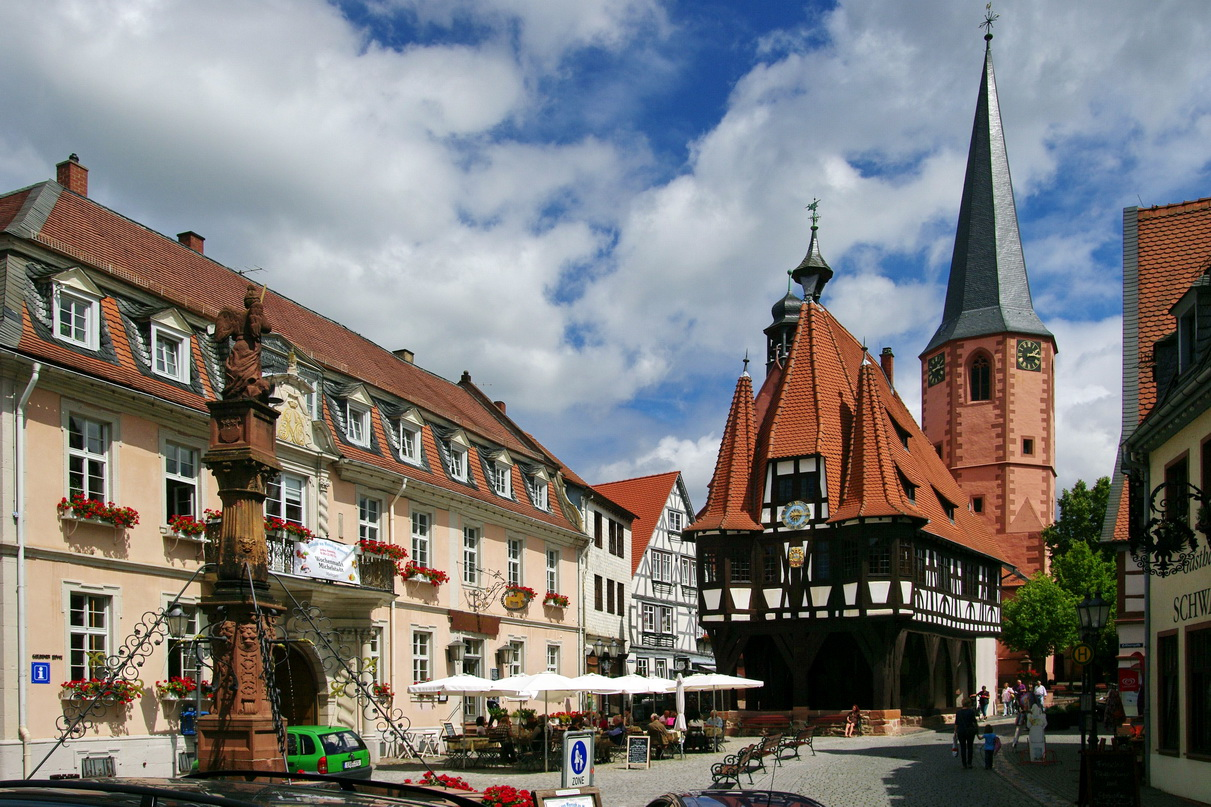
Praça do mercado

Michelstadt é uma cidade no sul de Hesse, Alemanha. Está situada na serra de Oden entre Darmstadt e Heilbronn, próxima de Heidelberg. Há séculos é um importante centro de fabricação de artesanato com marfim.[carece de fontes?] A prefeitura de Michelstadt é a mais antiga da Alemanha, construída em 1484 e um dos edifícios mais fotografados do estado de Hesse.
O "Castelinho das Lojas Moelmann", em Blumenau, Brasil, construído em 1978 pelo empresário blumenauense Udo Schadrack e pelo arquiteto Heinrich Herwing, foi inspirado no edifício da prefeitura de Michelstadt para lembrar a origem germânica da cidade fundada por Hermann Bruno Otto Blumenau.